# 桂姓
桂姓為中文姓氏之一，在《百家姓》中排名第308位。

## 桂姓起源
起源一：出自漢族姬姓，周王冑的後裔，得姓始祖為姬奕（桂奕），因避禍改姓。

起源二：出自地名，出自西汉时期桂林郡，属于以地名为氏。

起源三：出自回族桂姓，出自云南回族马氏贵州威宁支马廷奉一族，汉化改姓为氏。

起源四：出自滿族桂姓，是從滿姓，桂車特簡化來的，清末民初的時候，辛亥革命爆發，全國驅逐韃虜，很多滿人就改姓了，其中桂車特就改姓成了桂。

起源五：出自朝鲜族，汉化改姓为氏。

## 朝鲜韩国桂姓
朝鮮半島有遂安桂氏，本贯黄海北道遂安郡，羅馬字標記: Gye, Kye, Kyey.

## 日本桂姓
桂，羅馬字母Katsura

多数起源于地名，如桂山。

## 脚注
1. ↑  .   [2021-03-10]. （原始内容存档于2021-04-17）.
2. ↑  .   [2021-03-10]. （原始内容存档于2020-10-27）.

## 延伸阅读
[在维基数据编辑]
 《百家姓》
 《欽定古今圖書集成·明倫彙編·氏族典·桂姓部》，出自陈梦雷《古今圖書集成》